# Jack Page
John Ferguson Page, dit "Jack" Page (né le 27 mars 1900 à Brooklands, Manchester et mort le 14 février 1947 à Manchester en Angleterre), est un ancien patineur artistique britannique qui a été onze fois champion de Grande-Bretagne. Il détient toujours à ce jour le record absolu du nombre de titre national britannique en patinage artistique.

## Biographie

### Carrière sportive
Jack Page a dominé le patinage artistique masculin dans son pays pendant les années 1920, en remportant onze titres nationaux entre 1922 et 1933.
Il a représenté son pays à deux olympiades, d'abord aux Jeux d'hiver de 1924 à Chamonix puis aux Jeux d'hiver de 1928 à Saint-Moritz. À chaque fois, il s'est présenté aux compétitions simples messieurs, mais aussi en couple avec sa partenaire Ethel Muckelt, et a pris des places d'honneurs.
Au cours de sa carrière sportive, il a conquis deux médailles dans les grandes compétitions internationales: une médaille d'argent dans la catégorie des couples aux championnats du monde de 1924 organisés dans sa ville natale de Manchester ; et une médaille de bronze dans la catégorie individuelle aux championnats du monde de 1926 à Berlin.

## Palmarès
| Compétitions en Individuel      | 1922 | 1923 | 1924 | 1925 | 1926 | 1927 | 1928 | 1929 | 1930 | 1931 | 1932 | 1933 | 1934 |
| Jeux olympiques d'hiver         |      |      | 5e   |      |      |      | 9e   |      |      |      |      |      |      |
| Championnats du monde           |      |      | 4e   |      | 3e   | 5e   | 4e   | 4e   |      |      |      |      |      |
| Championnats d’Europe           |      |      | 5e   |      | 4e   |      |      |      |      |      |      |      |      |
| Championnats de Grande-Bretagne | 1er  | 1er  | 1er  | 1er  | 1er  | 1er  | 1er  | 1er  | 1er  | 1er  | F    | 1er  |      |
| Compétitions en Couple          | 1922 | 1923 | 1924 | 1925 | 1926 | 1927 | 1928 | 1929 | 1930 | 1931 | 1932 | 1933 | 1934 |
| Jeux olympiques d'hiver         |      |      | 4e   |      |      |      | 7e   |      |      |      |      |      |      |
| Championnats du monde           |      |      | 2e   |      | 6e   |      | 4e   |      |      |      |      |      |      |
| Championnats de Grande-Bretagne |      | 1er  | 1er  | 1er  | 1er  | 1er  | 1er  | 1er  | 1er  | 1er  | F    | 2e   | 2e   |
| Légende : F= Forfait            |      |      |      |      |      |      |      |      |      |      |      |      |      |